# Centrale administrative okrug
Den centrale administrative okrug (russisk: Центральный административный округ, tr. Tsentralnyj administrativnyj okrug), er en administrativ okrug i Moskva på Kamer-Kollezhny bredden. Areal ca. 66 km² med en befolkning på 760.690(2015). Der er ti rajoner i okrugen:
- Arbat
- Basmannyj
- Khamovniki
- Krasnoselskij
- Jakimanka
- Mesjtjanskij
- Presnenskij
- Taganskij
- Tverskoj
- Zamoskvoretje